# Apacheria chiricahuensis
Apacheria chiricahuensis là một loài thực vật có hoa trong họ Crossosomataceae. Loài này được C.T.Mason miêu tả khoa học đầu tiên năm 1975.